# 佐久凧
佐久凧（さくたこ）とは長野県佐久地方の凧である。竹などの骨組みに紙、紙などを張って紐で反りや形を整えて作られ、尾を取りつけない角凧で、武者絵などを描いたりする。

## 歴史
大正時代末期、東京隅田で働いていた佐久凧の創始者・髙橋太忠は、隅田川で揚げられていた江戸凧に魅せられ、1926年（昭和元年）野沢町に住居を構えた後、長男の誕生を記念して縦2.25mの大凧を揚げた。また、1927年（昭和2年）には伴野酒造の長男の誕生を祝して、縦2.15mの大凧が作られた。
1973年（昭和48年）佐久凧愛好会が発足、2017年時点で「佐久凧保存会 春風会」として活動している。

## 種類
6畳サイズの大凧や、武者絵凧、唸凧などもある。昔は、藁細工小屋で凧をあげ、所在を確かめあう手段にも使用された。戦前は尾の長い佐久凧も存在したが、現在は尾が無いことが特徴である。